# Птолемей II в Александрийската библиотека
„Птолемей II в Александрийската библиотека“ (на италиански: Tolomeo Filadelfo nella biblioteca di Alessandria) е картина на италианския художник Винченцо Камучини от 1813 г. Картината (263 х 337 см) е изложена в Зала 31 на Национален музей „Каподимонте“ в Неапол. Използваната техника е маслени бои върху платно.

## История и описание
Картината е поръчана от Наполеон I след завръщането на художника Винченцо Камучини от Париж през 1811 г. Предназначена е да краси централния салон в двореца Квиринал. Впоследствие тя е поставена от Жоашен Мюра в кралската резиденция Каподимонте. През 1867 г. след обединяването на Италия, платното е преместено в Кралския дворец в Неапол, а по-късно дарено на Камарата на депутатите в Палацо Монтечиторио в Рим. През 1997 г. картината е върната в Неапол, за да бъде изложена в Кралския апартамент в Музей  „Каподимонте“.
На картината е представен на преден план Птолемей II, облечен в червени одежди, заобиколен от голям брой учени, често срещани в Александрийската библиотека, чиято структура е изобразена на фона на платното.